# Monty Python Live at Aspen
Monty Python Live at Aspen è una riunione di tutti i componenti sopravvissuti dei Monty Python, compresa l'urna delle ceneri del defunto Graham Chapman.
I Python ricordano molti dei loro lavori (sketch, film, spettacoli live e speciali televisivi) e ricevono una premiazione (AFI Award).
Comprende anche un memorabile momento in cui Gilliam "accidentalmente" fa cadere l'urna contenente le ceneri di Chapman. Eric Idle affermò che in quell'occasione suscitarono la più grande risata mai fatta da un loro pubblico. Lo special è stato condotto da Robert Klein e comprendeva un giovane Eddie Izzard in un divertente cameo.